# Bleckley County
Bleckley County är ett administrativt område i delstaten Georgia, USA, med 13 063 invånare. Den administrativa huvudorten (county seat) är Cochran. 

## Geografi
Enligt United States Census Bureau så har countyt en total area på 568 km². 563 km² av den arean är land och 5 km² är vatten.

### Angränsande countyn
- Wilkinson County, Georgia - nord
- Twiggs County, Georgia - nord
- Laurens County, Georgia - öst
- Dodge County, Georgia - sydost
- Pulaski County, Georgia - sydväst
- Houston County, Georgia - väst